# Grand Prix Formule 1 van Hongarije 1993
De Grand Prix Formule 1 van Hongarije 1993 werd verreden op 15 augustus op de Hungaroring in Mogyoród nabij Boedapest.

## Uitslag
| Pos. | Nr. | Coureur              | Constructeur          | Ronden | Tijd / Oorzaak uitval | Grid | Punten |
| ---- | --- | -------------------- | --------------------- | ------ | --------------------- | ---- | ------ |
| 1    | 0   | Damon Hill           | Williams-Renault      | 77     | 1:47:39.098           | 2    | 10     |
| 2    | 6   | Riccardo Patrese     | Benetton-Ford         | 77     | +1:11.915             | 5    | 6      |
| 3    | 28  | Gerhard Berger       | Ferrari               | 77     | +1:18.042             | 6    | 4      |
| 4    | 9   | Derek Warwick        | Arrows-Mugen-Honda    | 76     | +1 Ronde              | 9    | 3      |
| 5    | 25  | Martin Brundle       | Ligier-Renault        | 76     | +1 Ronde              | 13   | 2      |
| 6    | 29  | Karl Wendlinger      | Sauber                | 76     | +1 Ronde              | 17   | 1      |
| 7    | 26  | Mark Blundell        | Ligier-Renault        | 76     | +1 Ronde              | 12   |        |
| 8    | 19  | Philippe Alliot      | Larrousse-Lamborghini | 75     | +2 Ronden             | 19   |        |
| 9    | 15  | Thierry Boutsen      | Jordan-Hart           | 75     | +2 Ronden             | 24   |        |
| 10   | 3   | Ukyo Katayama        | Tyrrell-Yamaha        | 73     | +4 Ronden             | 23   |        |
| 11   | 4   | Andrea de Cesaris    | Tyrrell-Yamaha        | 72     | +5 Ronden             | 22   |        |
| 12   | 2   | Alain Prost          | Williams-Renault      | 70     | +7 Ronden             | 1    |        |
| DNF  | 24  | Pierluigi Martini    | Minardi-Ford          | 59     | Ongeluk               | 7    |        |
| DNF  | 20  | Érik Comas           | Larrousse-Lamborghini | 54     | Motor                 | 18   |        |
| DNF  | 11  | Alessandro Zanardi   | Lotus-Ford            | 45     | Versnellingsbak       | 21   |        |
| DNF  | 10  | Aguri Suzuki         | Arrows-Mugen-Honda    | 41     | Spin                  | 10   |        |
| DNF  | 21  | Michele Alboreto     | Lola-Ferrari          | 39     | Oververhitting        | 25   |        |
| DNF  | 12  | Johnny Herbert       | Lotus-Ford            | 38     | Spin                  | 20   |        |
| DNF  | 22  | Luca Badoer          | Lola-Ferrari          | 37     | Spin                  | 26   |        |
| DNF  | 5   | Michael Schumacher   | Benetton-Ford         | 26     | Brandstofpomp         | 3    |        |
| DNF  | 23  | Christian Fittipaldi | Minardi-Ford          | 22     | Ophanging             | 14   |        |
| DNF  | 27  | Jean Alesi           | Ferrari               | 22     | Spin                  | 8    |        |
| DNF  | 30  | Jyrki Järvilehto     | Sauber                | 18     | Motor                 | 15   |        |
| DNF  | 8   | Ayrton Senna         | McLaren-Ford          | 17     | Gaspedaal             | 4    |        |
| DNF  | 7   | Michael Andretti     | McLaren-Ford          | 15     | Gaspedaal             | 11   |        |
| DNF  | 14  | Rubens Barrichello   | Jordan-Hart           | 0      | Ongeluk               | 16   |        |

## Wetenswaardigheden
- Alain Prost viel stil tijdens de warm-upronde. Hij moest daarna nog een lange pitstop maken door een afgebroken achtervleugel.
- Damon Hill won zijn eerste race. Het was voor het eerst dat de zoon van een voormalig wereldkampioen een race won.

## Statistieken
| Pole-position | Alain Prost | Williams-Renault | 1:14.631 |
| Snelste ronde | Alain Prost | Williams-Renault | 1:19.633 |

1936 · 1986 · 1987 · 1988 · 1989 · 1990 · 1991 · 1992 · 1993 · 1994 · 1995 · 1996 · 1997 · 1998 · 1999 · 2000 · 2001 · 2002 · 2003 · 2004 · 2005 · 2006 · 2007 · 2008 · 2009 · 2010 · 2011 · 2012 · 2013 · 2014 · 2015 · 2016 · 2017 · 2018 · 2019 · 2020 · 2021 · 2022 · 2023 · 2024 · 2025 · 2026 · 2027 · 2028 · 2029 · 2030 · 2031 · 2032